# Joseph Ignaz Appiani

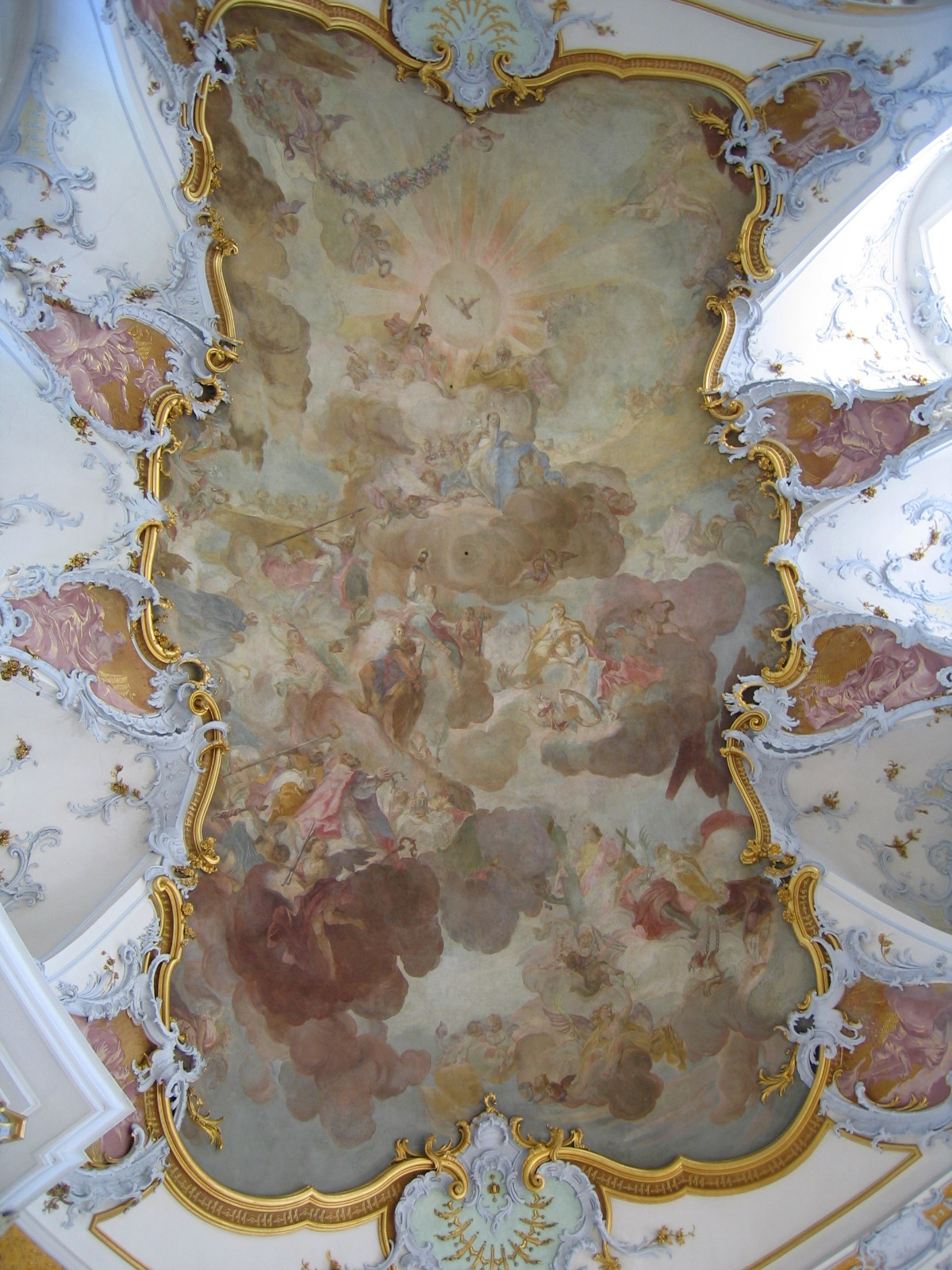
Teto da Basílica de Vierzehnheiligen

Joseph Ignaz Appiani, também conhecido como Giuseppe Ignazio Appiani (Munique, 16 de outubro de 1706 - Triefenstein, 19 de agosto de 1785) foi um pintor da Alemanha, especialista na técnica do afresco, e um dos grandes nomes do Rococó germânico. 
Era filho do escultor Pietro Francesco Appiani e de sua esposa Maria Sophia, e irmão do decorador Jacopo Appiani. Foi pintor da corte de Mogúncia, e fundador e primeiro diretor da Academia de Arte de Mogúncia. Deixou muitas obras em igrejas e palácios da região, incluindo o Schloss Seehof, a Basílica de Vierzehnheiligen, o Schloss Beuggen, o Mosteiro Waldsassen, o Bolongaropalast e vários outros.